# Twelfth Night (film 1910)
Twelfth Night è un cortometraggio muto del 1910 diretto da Eugene Mullin e Charles Kent.
Fu la prima delle numerosissime versioni cinematografiche della commedia di Shakespeare. È anche il debutto cinematografico di Marin Sais; per l'attrice californiana fu il primo dei quasi duecento e cinquanta film che avrebbe girato nella sua carriera.

## Produzione
Il film fu prodotto dalla Vitagraph Company of America. Le copie originali del film erano colorate.

## Distribuzione
Distribuito dalla Vitagraph Company of America, il film uscì nelle sale cinematografiche statunitensi il 5 febbraio 1910. Una copia incompleta della pellicola - un positivo in nitrato 35 mm colorato a mano - si trova nell'archivio del National Film and Television Archive del British Film Institute (BFI). È stato riversato e masterizzato su DVD dalla Milestone Film, che lo ha distribuito inserito in un'antologia dal titolo Silent Shakespeare (1899-1911), comprendente sette cortometraggi muti per un totale di 89 minuti (in NTSC con sottotitoli in inglese).
Il BFI ha distribuito lo stesso DVD nel 2004 con il sistema PAL.

### Date di uscita
- USA  5 febbraio 1910
- USA  6 giugno 2000  DVD
- UK 25 ottobre 2004  DVD